# トミー・マクック
トミー・マクック（Tommy McCook、1927年3月3日 - 1998年5月5日）は、ジャマイカのサクソフォーン奏者。
スカタライツの創設メンバーであり、デューク・リードの下、スーパーソニックスを創設、また1970年代にはバニー・リーやチャンネル・ワン・スタジオでザ・レボリューショナリーズと多くのセッションを行った。
1998年5月、トミー・マクックの死は主立った報道がされる事も無く、全く注目されない形で過ぎて行った。同じスカタライツのメンバーであるローランド・アルフォンソやジャッキー・ミットゥのように、マクックはそのジャマイカ音楽への多大なる貢献とは裏腹に、決してリスペクトされているとは言い難かった。マクックは1927年、キューバのハバナで生まれ、1933年にジャマイカへと移住した。マクックがテナーサクソフォーンの道に進んだのは11歳の時で、彼は有名なアルファ・ボーイズ・スクールの生徒だった。アルファ・スクールを卒業すると、マクックはすぐにエリック・ディーンズ・オーケストラ（Eric Dean's Orchestra）へ入団する。
1954年、マクックは仕事のため、バハマのナッソーへと行き、その後マイアミへも行く事になった。そしてマイアミで初めてジョン・コルトレーンのジャズを聴いたマクックは、ジャズの虜となる。ジャズへの思いを胸に秘め、1962年初頭にジャマイカへと帰ってきたマクックの元に、何人かの地元のプロデューサーからレコーディングの依頼が来た。その中にはクレメント・コクソン・ドッドもいた。結局マクックはコクソンの仕事を受け、アルバム『ジャズ・ジャマイカ』のセッションに参加する。
マクック初のスカのレコーディングは、1963年11月に、後に間もなくしてザ・スカタライツのメンバーとなる仲間達と一緒にレコーディングしたアーネスト・ゴールドの『栄光への脱出』であった。